# Germain Boffrand

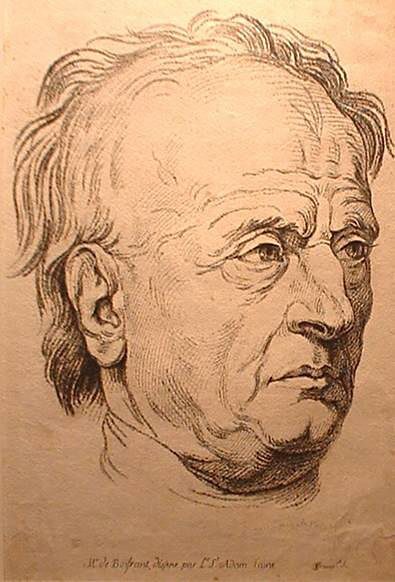
Porträtzeichnung Germain Boffrands von Lambert-Sigisbert Adam

Germain Boffrand ([ʒɛʁmɛ̃ bɔf'ʁɑ̃]; * 1667 in Nantes, Pays de la Loire; † 1754 in Paris) war ein französischer Baumeister und Innenarchitekt, der dem Rokoko zuzuordnen ist. 

## Leben
Germain Boffrand wurde als Sohn eines Architekten und Bildhauers in Nantes geboren. Sein Onkel mütterlicherseits, der Lyriker Philippe Quinault, brachte ihn 1681 nach Paris und führte ihn am königlichen Hof in Versailles und in den Pariser Salons ein. In der Hauptstadt fing Boffrand eine Lehre bei dem Bildhauer François Girardon an, wechselte aber nach vier Jahren zu dem Architekten Jules Hardouin-Mansart. 1709 wurde Boffrand in die Académie Royale d’Architecture aufgenommen. Im Jahr 1711 wurde er zum Ersten Architekten des Herzogs von Lothringen ernannt. Einer seiner wichtigsten Schüler war Joseph Effner. 
Er schuf für den Pariser Adel und das gehobene Bürgertum Stadthäuser, unter anderem das Hôtel Lebrun, das Hôtel Amelot, das Hôtel de Villars, das Hôtel de Seignelay und das Palais Beauharnais. In den Jahren 1709 bis 1740 widmete er sich der Ausstattung von Pariser Stadtpalästen wie beispielsweise jene des Petit Luxembourg, des Grand Arsenal und des Hôtel de Soubise. In Lothringen wurde er mit dem Umbau des Schlosses Haroué beauftragt, bevor der Herzog ihm die Errichtung der neuen Schlösser Lunéville und La Malgrange übertrug. Wahrscheinlich stammen auch die Entwürfe für das Schloss Commercy von ihm.
1743 schrieb er den Band La figure équestre de Louis XIV. Descriptio omnium operarum quibus ad fundendam ex aere una emissione metalli, Ludovici Decimi-Quarti statuam equestrem .../ Description de ce qui a été pratiqué pour fondre en bronze dun seul jet la figure équestre de Louis XIV. 1745 veröffentlichte er sein theoretisches Werk Livre d’Architecture, in dem er sich auf Französisch und Latein mit der Ästhetik in der Architektur auseinandersetzt und Entwürfe einiger seiner wichtigsten Bauten zeigt.

## Werk

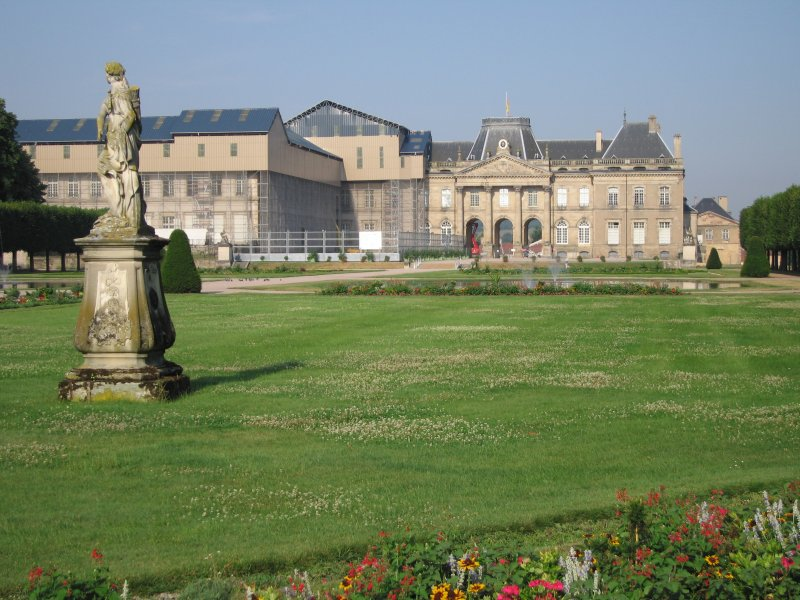
Schloss Lunéville, Blick vom Garten, während der nach dem Brand des Jahres 2003 eingeleiteten Restaurierungsarbeiten

- 1685 bis 1699: Place Vendôme in Paris, Mitarbeit am ersten Projekt unter der Leitung von Jules Hardouin-Mansart
- 1700: Hôtel Le Brun in Paris, für den Neffen und Universalerben von Charles Lebrun
- 1704: Hôtel d’Argenton in Paris, für eine Mätresse Philipps II. Karl von Bourbon
- 1702 bis 1715: Schloss Lunéville für Leopold von Lothringen
- 1705: das Jagdschloss Schloss Bouchefort in Brüssel, für Maximilian II. Emanuel von Bayern
- 1707: Hôtel de la Chancellerie d’Orléans, Paris, ehemals 19 rue des Bons Enfants; 1935 auf Initiative der Banque de France abgetragen und in Asnières eingelagert.
- 1709 bis 1713: Petit Luxembourg in Paris, Umbau für Anna Henriette von Pfalz-Simmern, Witwe Henri III. Jules’ de Bourbon
- 1710: Hôtel Amelot in Paris
- 1712: Schloss La Malgrange in Jarville-la-Malgrange, ein Lusthaus für Leopold von Lothringen
- 1714 bis 1717: das Lusthaus Saint-Quen in Paris, für Louis II. Bretagne Alain de Rohan-Chabot, Prince de Léon
- 1715 bis 1725: Bibliothèque de l’Arsenal in Paris, für den Herzog von Maine
- 1713: Hôtel de Torcy in Paris, heute Palais Beauharnais für Jean-Baptiste Colbert (gegenwärtig Residenz des deutschen Botschafters)
- 1717 bis 1722: Herzogspalast von Nancy, für Leopold von Lothringen
- 1720 bis 1731: Schloss Haroué in Haroué, für Marc de Beauvau, prince de Craon et du Saint-Empire
- Juli 1724: Würzburger Residenz, Berater des Stuckateurs Giovanni Pietro Castelli,[1] Fassadenentwurf für den Fürstbischof Johann Philipp Franz von Schönborn